# Benua Ratu
Benua Ratu is een bestuurslaag in het regentschap Kaur van de provincie Bengkulu, Indonesië. Benua Ratu telt 556 inwoners (volkstelling 2010).